# Indoxil
Em química, indoxil é um composto orgânico nitrogenado com a fórmula química: C8H7NO. Indoxil é isomérico com o oxindol e é obtido como um líquido oleoso.
Indoxil é obtido do indican, o qual é um glicosídeo. A hidrólise do indicam resulta na β-D-glucose e indoxil.
O corante anil (também chamado índigo) é o produto da reação do indoxil com um agente oxidante pouco enérgico tal como o oxigênio atmosférico.
Processos de tingimento de materiais têxteis diretamente com indoxil tem sido patenteados, primeiramente por imersão do material em solução de indoxil, e sua posterior oxidação por exposição ao ar, com conversão do indoxil a índigo, que então tinge as fibras por impregnação.